# سيلفيا دي إستيبان
سيلفيا دي إستيبان (بالإسبانية: Silvia de Esteban)‏ هي عارضة إسبانية، ولدت في 1 ديسمبر 1971 في سانتا كروث دي تينيريفه في إسبانيا.